# Yuwan, Gansu
Yuwan är en socken i nordvästra Kina. Den ligger i Jingning härad i Pingliang i provinsen Gansu, omkring 200 kilometer sydost om provinshuvudstaden Lanzhou. Antalet invånare är 8 603. Befolkningen består av 4 363 kvinnor och 4 240 män. Barn under 15 år utgör 22,0 %, vuxna 15-64 år 67 %, och äldre över 65 år 10,0 %.